# دهه ۱۴۵۰ (پیش از میلاد)
دهه ۱۴۵۰ (پیش از میلاد) صد و چهل و پنجمین دهه قبل از مبدا شروع تقویم میلادی است.